# Y Vulpeculae
Y Vulpeculae är en pulserande variabel av RR Lyrae-typ (RRAB) i stjärnbilden Räven. 
Stjärnan varierar mellan fotografisk magnitud +14,2 och 16,0 med en period av 0,44945164 dygn eller 10,786839 timmar.